# 3698 Маннінг
3698 Маннінг (3698 Manning) — астероїд головного поясу, відкритий 29 жовтня 1984 року.
Тіссеранів параметр щодо Юпітера — 3,604.